# Сандугач (Янаульський район)
Сандуга́ч (рос. Сандугач, башк. Һандуғас) — село у складі Янаульського району Башкортостану, Росія. Адміністративний центр Сандугачівської сільської ради.
Населення — 431 особа (2010; 437 у 2002).
Національний склад:
- башкири — 53 %